# Jeep Cherokee (2013)
La Jeep Cherokee (nome in codice KL) è un'autovettura prodotta dalla casa automobilistica statunitense Jeep dal 2013 al febbraio 2023.
Si tratta della quinta generazione del modello Cherokee/Liberty.

## Contesto
Il modello viene lanciato sul mercato durante un periodo molto importante per la Jeep: dopo la fusione di Fiat S.p.A. e Chrysler Group LLC nel nuovo gruppo industriale Fiat Chrysler Automobiles il marchio specializzato in veicoli fuoristrada e SUV viene scelto, insieme alla Alfa Romeo, come marchio internazionale del gruppo, ovvero presente in tutte le aree economiche del mondo. La Cherokee KL, quindi, è il primo modello (destinato ad un pubblico di massa) dell'intero gruppo industriale italo-americano concepito per questo scopo. Contemporaneamente l'azienda italiana Alfa Romeo lancia sul mercato un altro modello pensato a livello "globale": L'Alfa Romeo 4C, che però ha volumi di produzione decisamente inferiori e un target di nicchia. Anche la Maserati, con il modello Quattroporte adotta la stessa strategia, nello stesso anno. Ma è la Cherokee che viene identificato come primo modello globale del gruppo, perché l'unico concepito per produzione in grandi volumi e destinato ad un mercato di massa, quindi pensato per soddisfare grandi quantità di utilizzatori nel mondo, con gusti e costumi completamente diversi fra loro. La Cherokee KL inoltre è il primo modello del gruppo ad adottare la versione rialzata e allargata del pianale CUSW debuttato nella versione "Compact" nel 2010 con l'Alfa Romeo Giulietta. La Cherokee di quinta generazione viene prodotto negli Stati Uniti a partire dal 2013 per il mercato globale, e in Cina per il mercato locale dal 2015.

## Descrizione

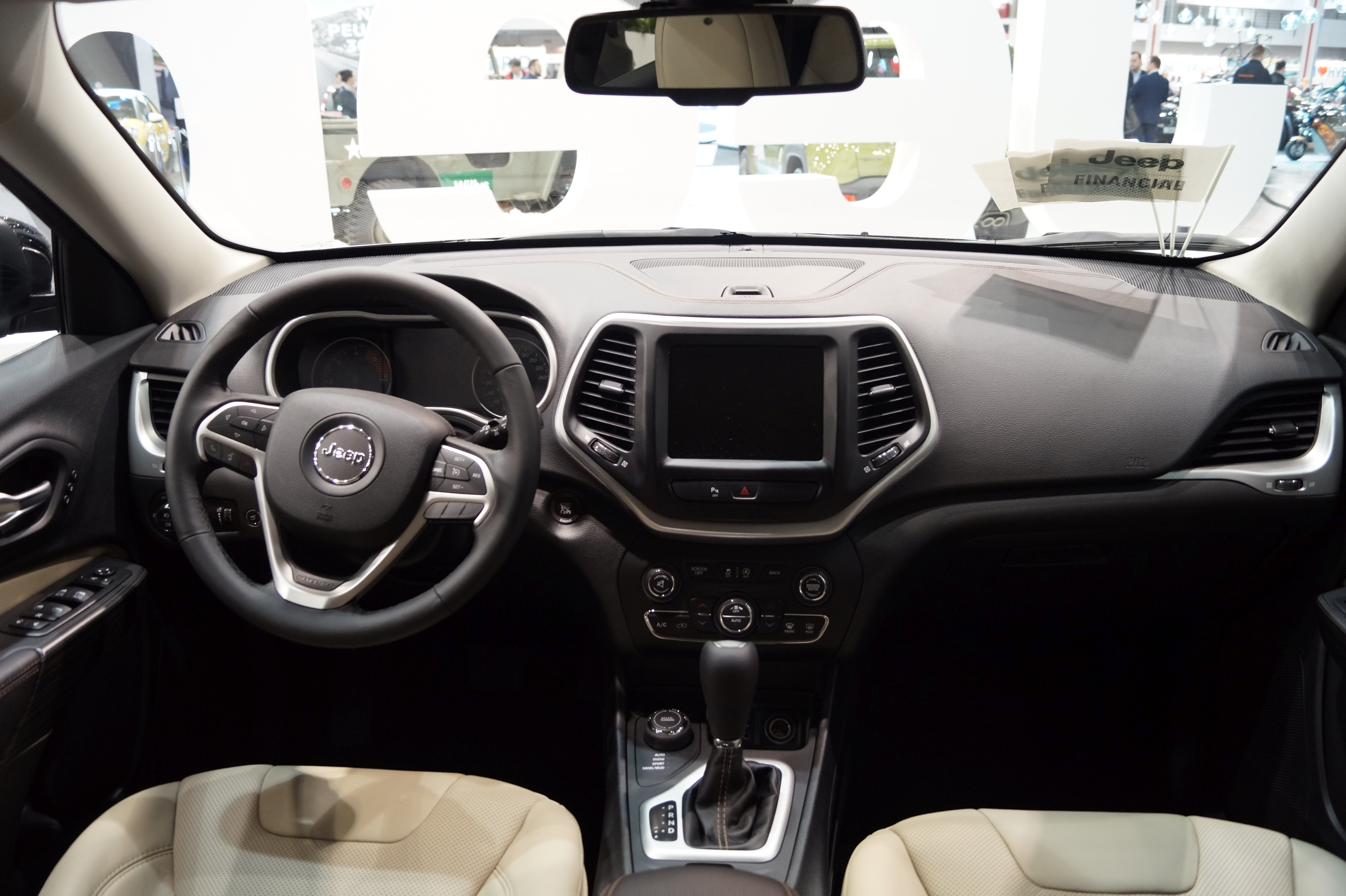
Interni di una Jeep Cheerokee

Si tratta della moderna interpretazione dello storico modello Jeep: la Cherokee KL mantiene gran parte delle doti da fuoristrada delle sue antenate ma viene concepita perlopiù come un SUV urbano, per adattarsi a diversi ambienti e diversi mercati, soprattutto quelli dove il fuoristrada di grosse dimensioni caratterizzato da un profilo estetico pesante e voluminoso (come le precedenti versioni) non è nell'immaginario collettivo al pari di quello statunitense. Per ottenere questo ibrido fra tradizione e modernità il risultato finale risulta un po' bipolare. La Cherokee infatti presenta un carattere da fuoristrada, con doti reali di marcia su terreni sconnessi, ma una personalità estetica e di guida da vettura cittadina; da città è anche il comfort di marcia e l'ambiente interno. Per sottolineare questo importante stacco dalle precedenti generazioni il centro stile interno ha scelto anche un profilo estetico poco convenzionale, che "rompe" i canoni classici estetici sia del marchio, sia del tipo di vettura. Il design globale della vettura e la scelta di questa "libertà formale" che caratterizza l'estetica della Cherokee LK è attribuito al capo stile Bill Zheng. Sul mercato il modello si pone come un SUV di medie dimensioni, classificato come mid-size SUV negli Stati Uniti d'America e SUV medio in Europa; all'interno della gamma Jeep la Cherokee KL si pone a cavallo fra la piccola Renegade e la sorella maggiore Grand Cherokee. Questa quinta generazione aumenta ulteriormente di dimensioni rispetto alle progenitrice, allontanandosi sempre più dal segmento dei Compact SUV (che copriva fino alla generazione precedente). La casa automobilistica Jeep, tuttavia, più volte l'ha presentata sul mercato come ancora una Compact SUV o addirittura una semplice Crossover SUV, per sottolineare la versatilità della vettura, soprattutto nella modalità a trazione anteriore. Il suo poco chiaro posizionamento sul mercato (che testimonia l'enorme confusione che regna fra le classificazioni per segmento delle automobili, durante un periodo di aumento generale delle dimensioni di tutti i veicoli) è confermato anche dai diversi premi per categoria ricevuti negli Stati Uniti dove, del tutto arbitrariamente, un ente l'ha classificata in modo discordante da un altro.

### Estetica

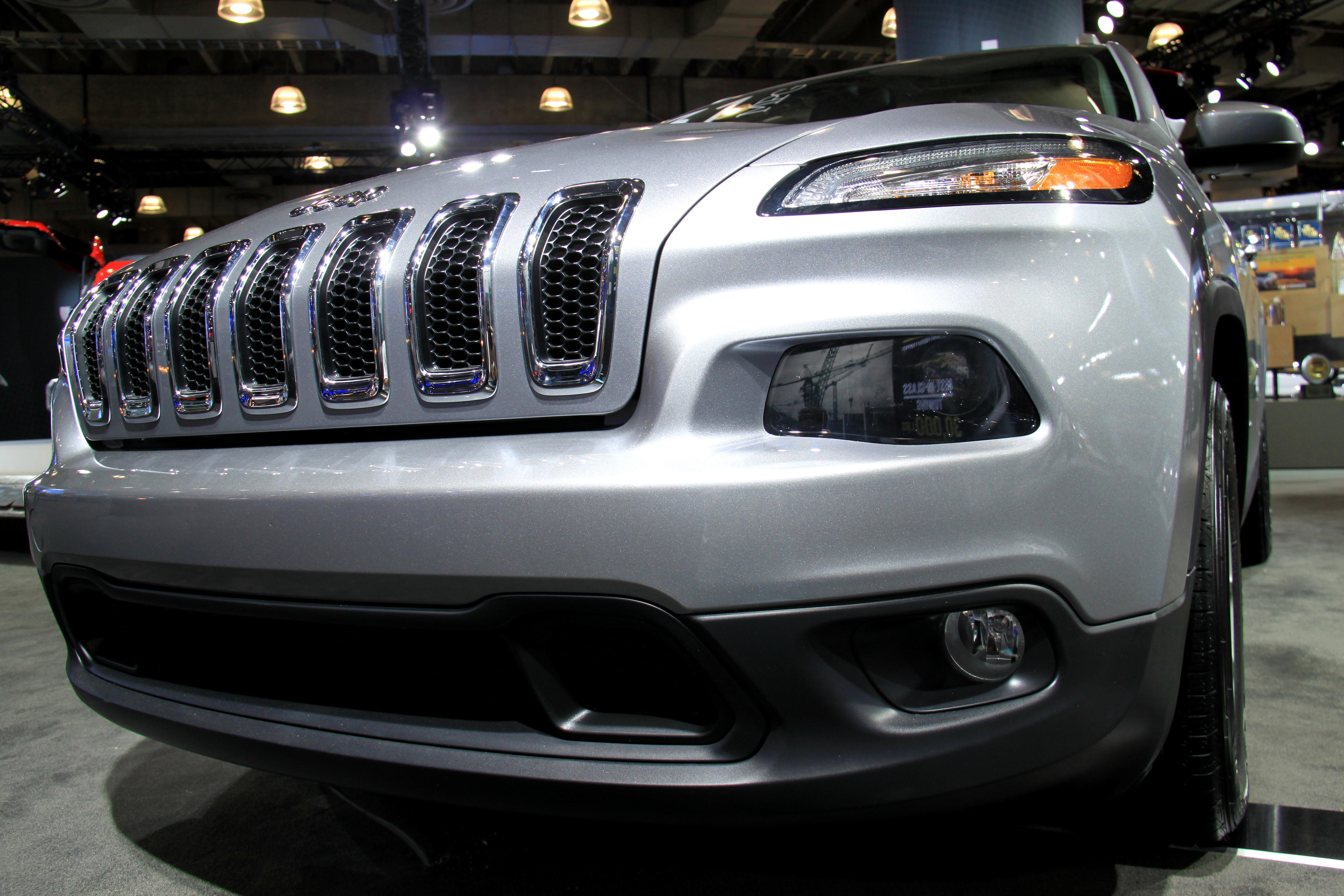
Particolare del frontale, con i gruppi ottici disposti su tre livelli (dall'alto al basso, fari di posizione e direzionali, anabagglianti e abbaglianti, fendinebbia) e la tipica griglia Jeep a 7 feritoie

Da un punto di visto estetico la vettura prende completamente le distanze dalle precedenti generazioni, non solo nell'aspetto generale, non più tradizionale, ma anche nei particolari: spariscono i fari dalle forme classiche, nella KL quelli anteriori non sono né più quadrati né più tondi; spariscono le linee rigide e muscolose da fuoristrada americano per far posto a un gioco di superfici in stile europeo (prevalentemente italiano) con cambi di superficie improvvisi e il corpo carrozzeria dalle forme leggere: la scocca, come nella Giulietta, sembra adagiata sulla muscolatura interna del chassis anziché una gabbia protettiva come nei modelli Jeep tradizionali. Gli interni mantengono un'impostazione americana con alcuni accorgimenti pensati per i mercati asiatici. Di distintivo rimane la calandra anteriore a griglia con 7 feritoie, tuttavia anche questa non mantiene più la rigidità verticale iconica per i modelli Jeep, bensì segue la linea filante del cofano, spezzandosi verso l'indietro. I gruppi ottici anteriori ora sono disposti su tre livelli: quello principale è privo di parabola, contiene l'illuminazione a LED per i fari di posizionamento e le frecce direzionali. Il sistema di illuminazione primario è invece spostato più in basso, inglobato nel paraurti. Sul terzo livello, in basso sono collocati i fendinebbia. Questo sistema di illuminazione, stilisticamente nuovo per il mercato, è del tutto simile a quello della Citroen C4 Picasso dello stesso anno, uscita qualche mese dopo e non avente alcun punto in comune con la Cherokee. Il posteriore e la fiancata sono appesantiti da una pulizia estetica volta a ridonare solidità e robustezza al veicolo, per compensare la dinamicità del frontale, sul posteriore sono quindi stati concentrati tutti i vuoti (fari e lunotto) verso l'alto lasciando molto spazio "pieno" in basso.

## Meccanica e tecnica

### Telaio
La Cherokee KL si basa su un pianale modulare di nuova generazione, debuttato in Europa con l'Alfa Romeo Giulietta, del 2010: Il pianale FGA Compact. Questo pianale, nel 2012, riceve un importante aggiornamento per adattarlo agli standard statunitensi e viene portato al debutto dalla Dodge Dart. Questa versione, denominata CUSW è stata la nuova base per la Cherokee. Il CUSW è stato allargato e riprogettato, sia nella parti interessate dal motore, sia in quelle interessate dal sistema di trazione. Essendo un pianale di tipo modulare è bastato riprogettare e sostituire le singole parti interessate, tuttavia la nuova piattaforma risulta più alta dal terreno e più larga di carreggiata sia rispetto a quella della Dart, che a quella della Giulietta, la lunghezza invece è a cavallo fra le due. Grazie a questa strategia solo il 28% di tutti i componenti del veicolo sono stati progettati ad hoc per la Cherokee KL, mentre il 19% dell'intera vettura è del tutto in comune con gli altri modelli basati sulla piattaforma Compact. Il 65% della struttura portante è in acciai alto resistenziali di nuova generazione.

### Motore e trasmissione
Il motore è in posizione anteriore-trasversale ed è dotato di due tipi di trasmissione: manuale a 6 rapporti o automatica a 9 rapporti. La trazione è di tipo integrale inseribile o solo anteriore. Le motorizzazioni comprendono:
- 2.0 "940 A 8000" Multijet 4 cilindri in linea diesel (solo per l'Europa) da 140 o 170 CV e 350 Nm di coppia.[15]
- 2.2 Multijet 4 cilindri in linea diesel (solo per l'Europa) da 180 o 200 CV e 450 Nm di coppia (a partire dal 2015).
- 2.4 litri Tigershark (con tecnologia MultiAir 2) 4 cilindri in linea benzina da 184 CV e 232 Nm di coppia (177 CV e 229 Nm di coppia in alcuni mercati dell'est europeo, Russia, Asia e Medio Oriente[16]).
- 3.2 litri Pentastar 6 cilindri disposti a V con angolo di 60° benzina da 271 CV e 316 Nm di coppia.

I consumi (rispetto al modello precedente, in ciclo autostradale, con il cambio automatico a 9 rapporti) sono ridotti del 45% per le motorizzazioni Tigershark (rispetto al precedente 4 cilindri in linea) e del 30% per il motore Pentastar (rispetto al precedente V6).

### Sospensioni, sterzo e sicurezza
La vettura è dotata di un inedito sistema di disconnessione dell'asse posteriore, di più di 70 avanzati sistemi di sicurezza e controlli elettronici attivi, abilitati a intervenire direttamente sulla guida in caso di disattenzione del guidatore.
La Cherokee è dotata di un reparto sospensivo a quattro ruote indipendenti con sospensioni multi-link indipendenti al posteriore e montanti MacPherson sull'asse anteriore. La corsa delle sospensioni anteriori è di 6,7" (17 cm) e quella delle posteriori è di 7,8" (19,8 cm). Viene notevolmente migliorata rispetto al modello precedente la rigidità torsionale e il comportamento di guida, nonché la maneggevolezza grazie ad una culla posteriore isolata e ad una traversa anteriore in alluminio.

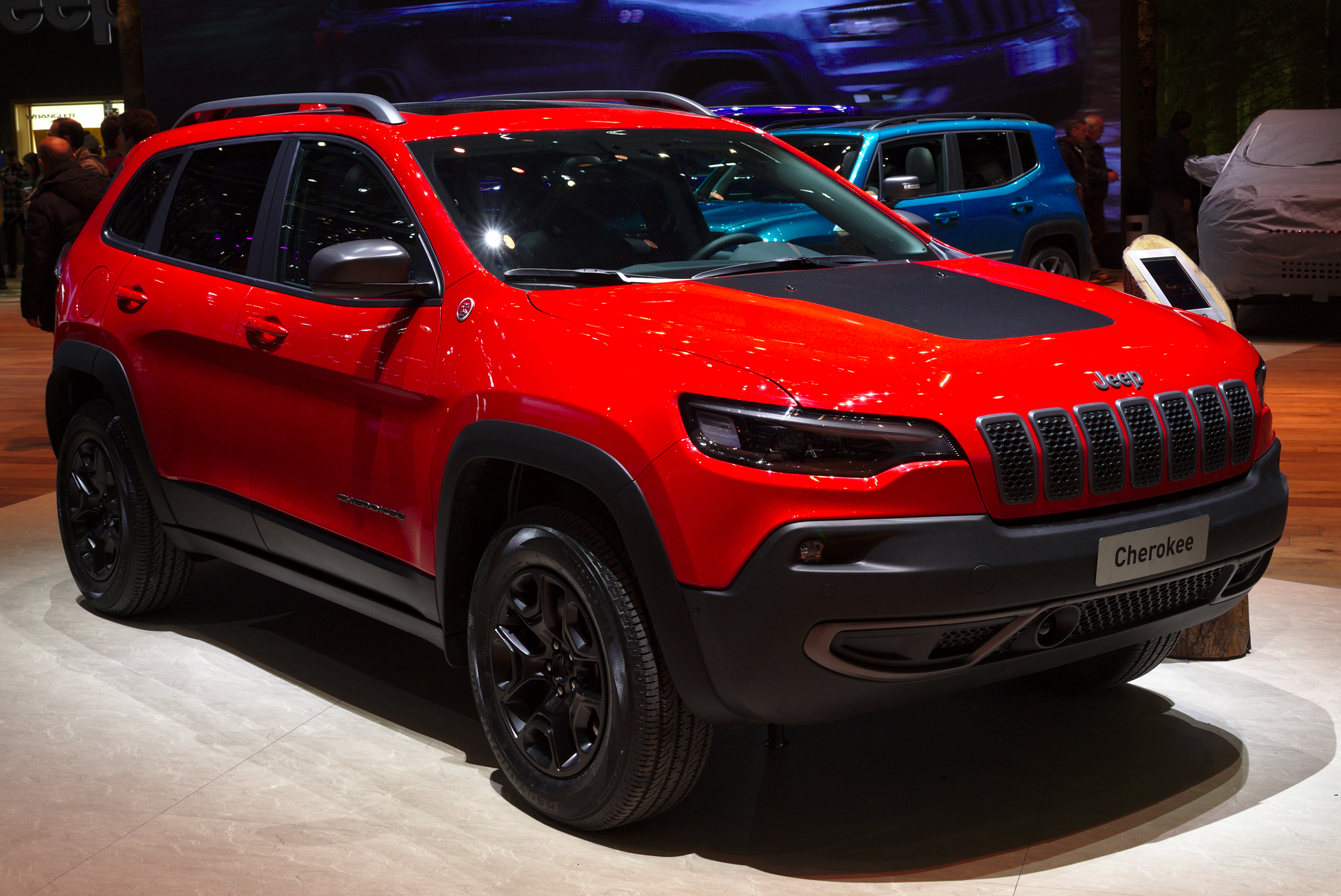
Jeep Cherokee Trailhawk

Il servosterzo è elettronico: il raggio di sterzata è pari a 10,9 metri sui modelli 4x2, circa 11,5 metri sui modelli 4x4 e 11,8 metri per la Trailhawk. 
Il modello è poi dotato di un sistema ad ultrasuoni che rivela un parcheggio (sia in parallelo che in perpendicolare) idoneo e assiste il conducente nella manovra (il conducente deve solo gestire cambio, acceleratore e freno, lo sterzo è automatico). La vettura è stata dichiarata l'auto più sicura del 2013 per la categoria: "Fuoristrada compatte".

## Produzione e distribuzione

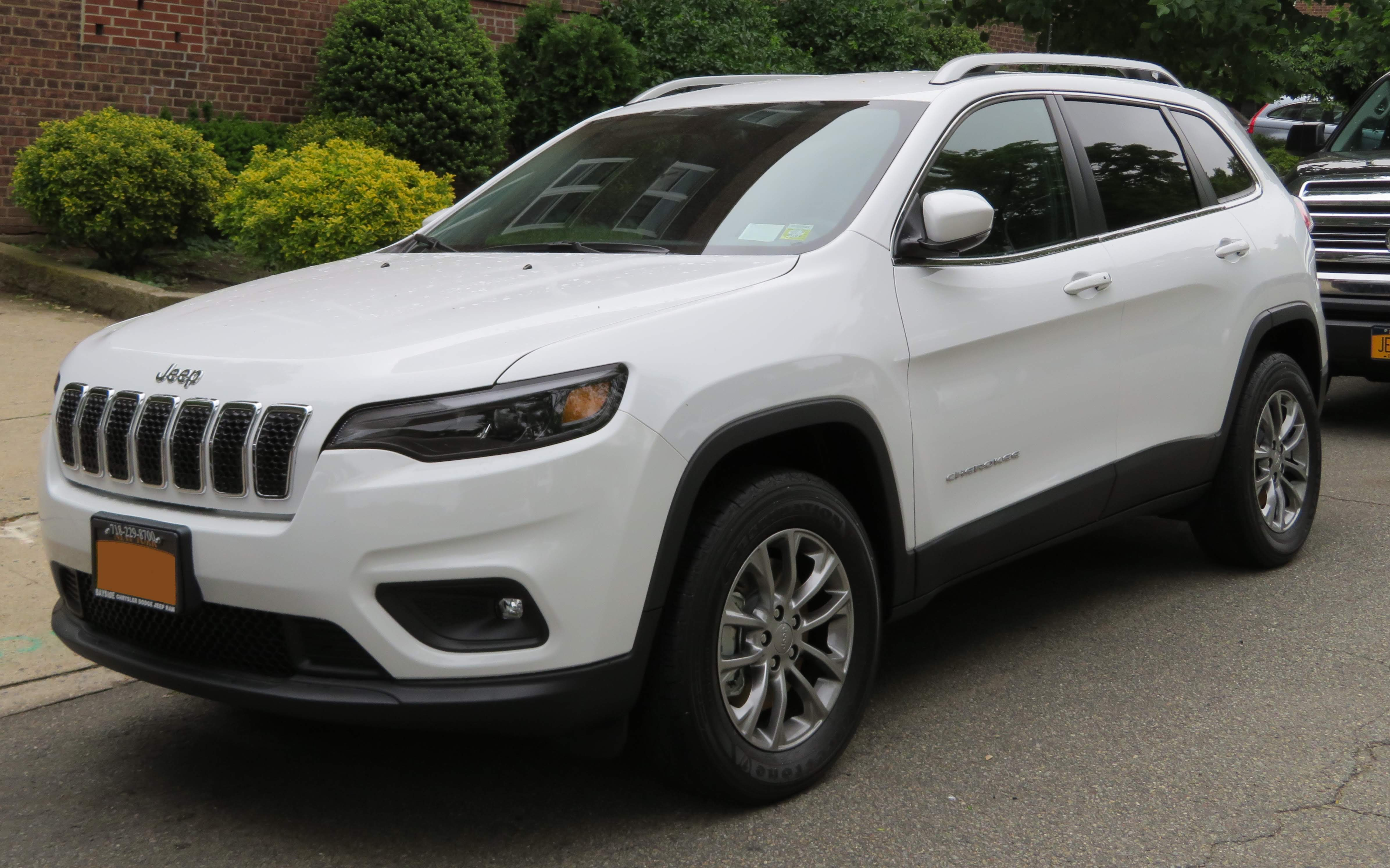
Jeep Cherokee ristilizzato (vista anteriore)

La vettura è assemblata nello stabilimento di Toledo North, a Toledo nello stato dell'Ohio. Viene presentata al pubblico nel marzo del 2013 al salone dell'automobile di New York e messa in commercio, negli Stati Uniti, a partire dallo stesso anno. L'anno successivo inizia la distribuzione anche in Asia e in Europa. Il 2014 è anche l'anno in cui il modello Cherokee festeggia i suoi 40 anni di presenza nel mercato automobilistico. La vettura viene prodotta anche in Cina per il mercato cinese. Il nome utilizzato in tutti i mercati è Cherokee, la denominazione Liberty sparisce quindi dal mercato statunitense.

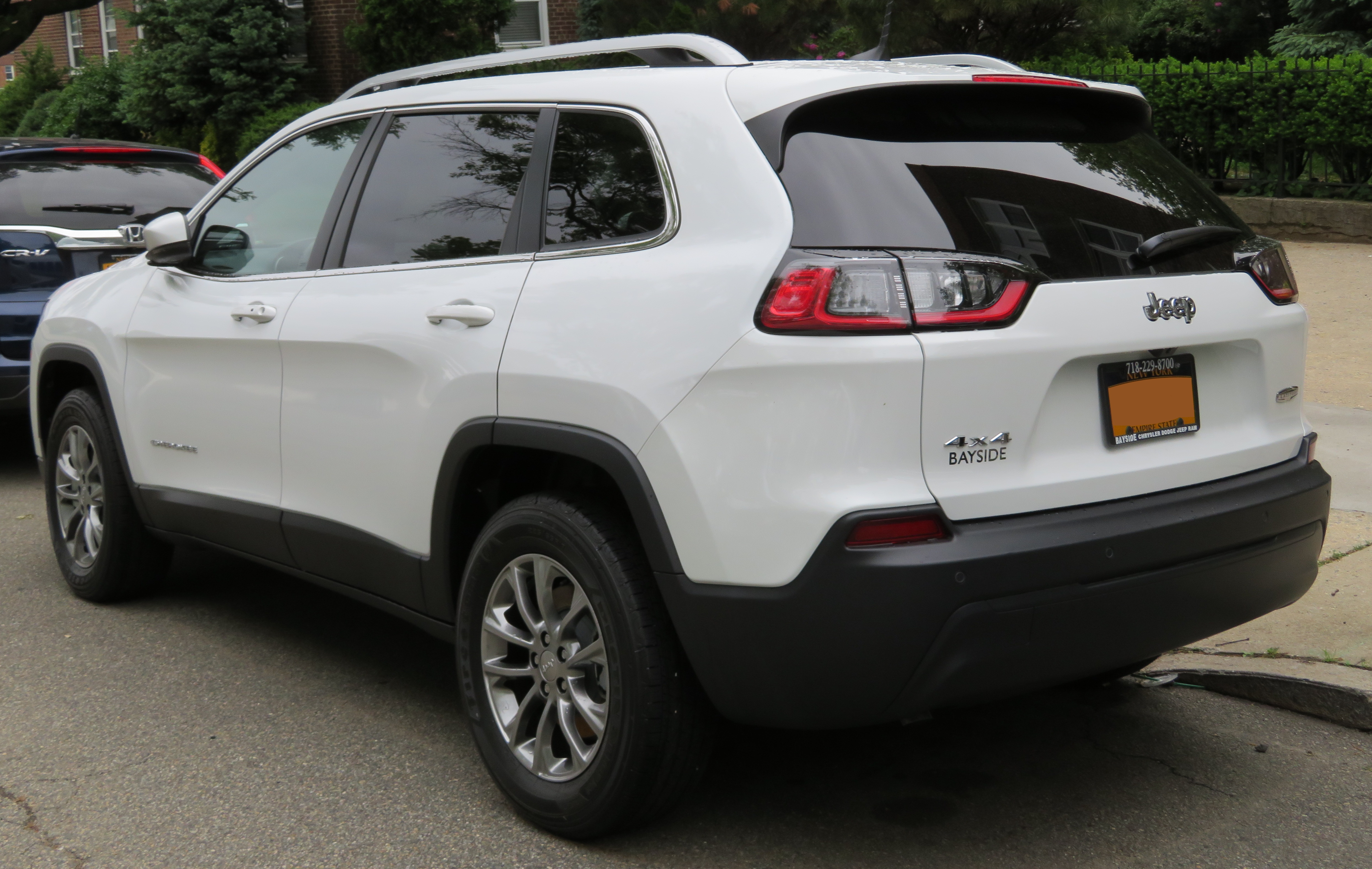
Jeep Cherokee ristilizzato (vista posteriore)

## Restyling 2019
Il 16 gennaio 2018 al salone di Detroit, viene presentata una versione ristilizzata del Cherokee, caratterizzata dalla presenza di gruppi ottici più grandi e accattivanti, mentre il retro si ispira a quello del Jeep Compass seconda generazione, con luci LED molto simili.